# Église Saint-Pierre-Saint-Paul d'Épernay
Pour les articles homonymes, voir Église Saint-Pierre-Saint-Paul.
L’église Saint-Pierre-Saint-Paul d'Épernay est une église de la ville d’Épernay, dans le département français de la Marne en région Grand Est. Elle est construite entre 1895 et 1897 sur un terrain donné par Paul Chandon.

## Construction
Dans la deuxième moitié du XIXe siècle, Épernay connaît une croissance rapide et passe de 7 386 habitants en 1851 à 18 361 en 1891. En 1892, les habitants de la ville lancent une pétition pour réclamer la construction d’une nouvelle « chapelle paroissiale » desservant les quartiers sud, l’église Notre-Dame n’étant plus suffisante pour accueillir tous les paroissiens. En 1893, Paul Chandon de Briailles cède à la municipalité un terrain de 4 760 m2, le « Marais de Grandpierre », et s’engage avec ses fils Gaston et Jean à régler l’ensemble des frais relatifs à la construction de cette nouvelle chapelle.
Édouard Deperthes — architecte de la chapelle de l’hôpital Auban-Moët — est chargé des plans de l’édifice, tandis que l’architecte Henri Piquart se voit confier la maîtrise d'œuvre d'exécution. Les travaux débutent le 12 mai 1895, par la pose de la première pierre,. Paul Chandon de Briailles meurt le mois suivant. La chapelle est consacrée le 4 juillet 1897 par l’évêque de Châlons-en-Champagne Mgr Latty, bien que des travaux se poursuivent pendant encore deux ans. La chapelle est érigée en église paroissiale en 1907. Son vocable fait référence à Paul Chandon de Briailles et probablement à son père, Pierre-Gabriel Chandon de Briailles.

## Architecture

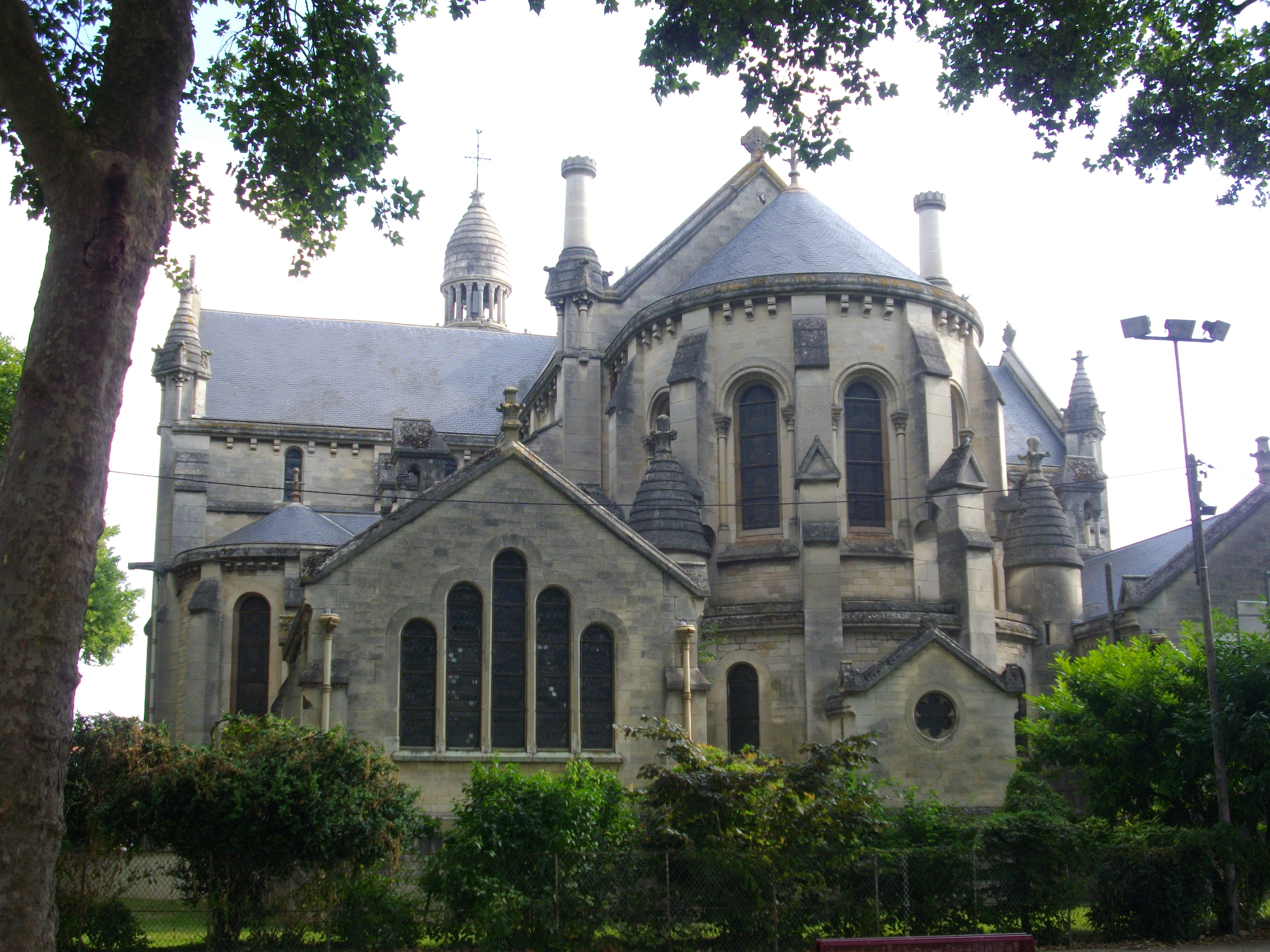
L’abside de l’église, depuis le square Raoul-Chandon.

L’église est d’architecture romano-byzantine,, reconnaissable à ses coupoles et mosaïques, avec quelques inspirations romanes et gothiques. L’édifice est construit en brique et pierre de taille. Il suit un plan en croix latine composé d’un clocher-porche, suivi de deux chapelles semi-circulaires (Fonts Baptismaux et Saint-Antoine de Padoue), de la nef et d’un chœur circulaire entouré de deux sacristies rectangulaires. Deux autres chapelles complètent l’édifice : la chapelle de la Sainte-Vierge et la chapelle du Sacré-Cœur. Des dômes en lancette se retrouvent sur tout le bâtiment, en particulier sur le clocher-porche surmonté d’un lanternon. Sa toiture est en ardoise, à l’exception des chapelles et du chœur aux toits arrondis en zinc.
À l’intérieur, les arcades de la nef sont tenues par des colonnes en granite et calcaire, surmontées de chapiteaux feuillagés. Le chœur est recouverts de mosaïques rouges représentant la vigne, le blé, un pélican et un agneau, ainsi que Pierre et Paul. Bien que figurant sur les plans initiaux, ces mosaïques attribuées à Henri Rapin ne sont posées qu’en 1929.

## Mobilier
Le mobilier de l’église comprend un orgue d’Aristide Cavaillé-Coll, qu’admirait Paul Chandon de Briailles. L’orgue est construit par Aristide Cavaillé-Coll puis son successeur Charles Mutin en 1897-1898 et n’a pas été modifié depuis. Placé à l’entrée de l’église, il repose sur une tribune en encorbellement où sont sculptés Édouard Deperthes (un compas en main) et Henri Piquart (sous l’un des chapiteaux).
Le maître-autel, en calcaire, est sculpté en coin du visage des Évangélistes et comprend un tabernacle en cuivre. Dans les chœurs et deux chapelles, des grilles de ferronnerie reprennent les armes de la famille Chandon.
Au niveau statuaire, on y trouve deux statues en bronze de 1,45 m représentant Pierre et Paul assis sur un siège de calcaire, réalisées par Blondeau, Sénart et Cie et inscrites comme monument historique. Des bas-reliefs en bronze d’Anatole Marquet de Vasselot représentant le chemin de croix sont également présents. De même qu’un Christ en croix en bois peint, du XVIe siècle, inscrit aux monuments historiques.
Les archives municipales d’Épernay notent que l’essentiel du mobilier d’origine, en partie d’esprit Art nouveau, aurait disparu lors de travaux réalisés en 1970. Plusieurs autres objets de l’église sont cependant inscrits aux monuments historiques : les fonts baptismaux en pierre et bronze, cinq troncs de quête, une chapelle de messe, un calice et des ostensoir en argent de Placide Poussielgue-Rusand,, ainsi que des chasubles de 1897,,.

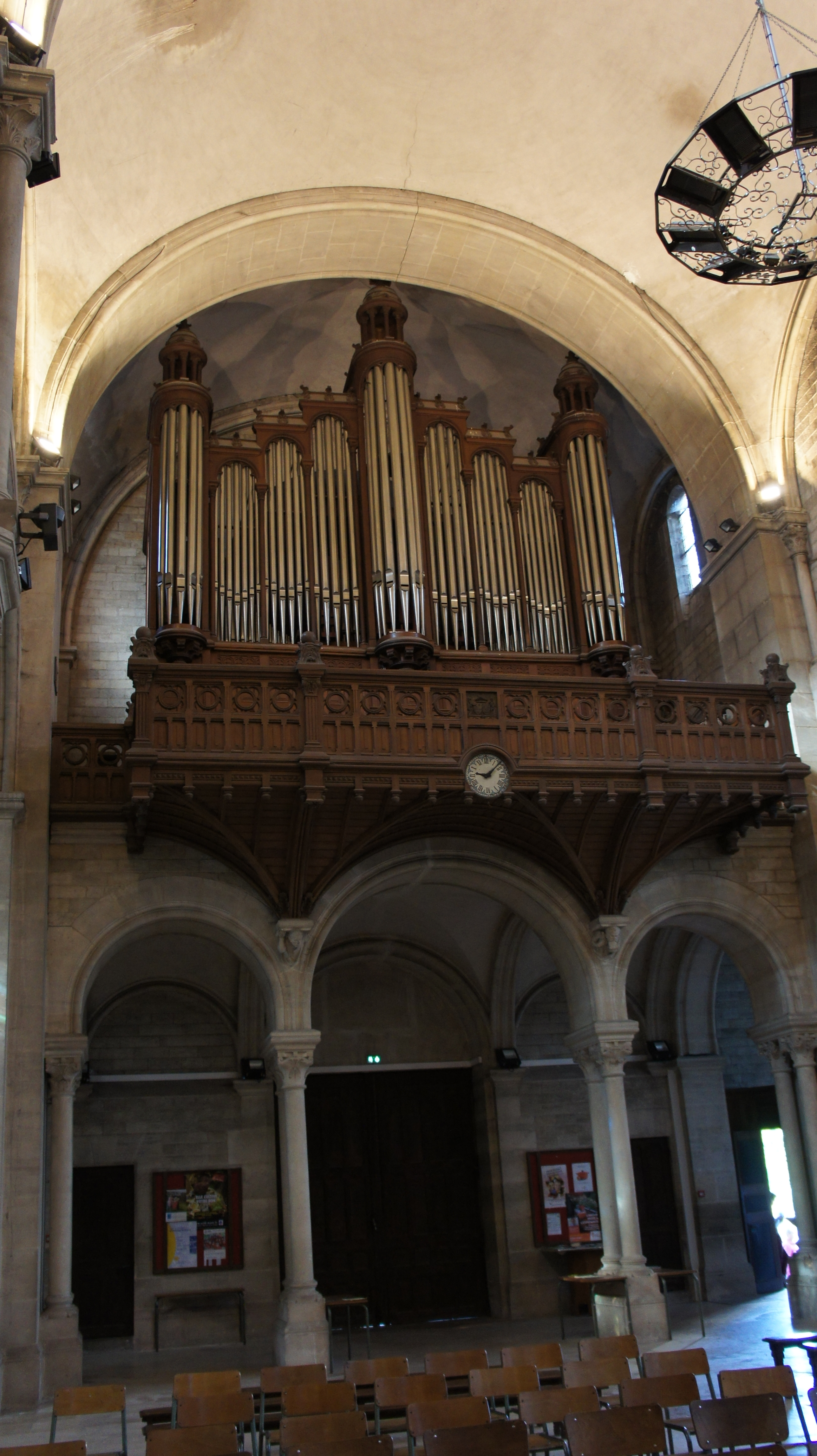
L’orgue.
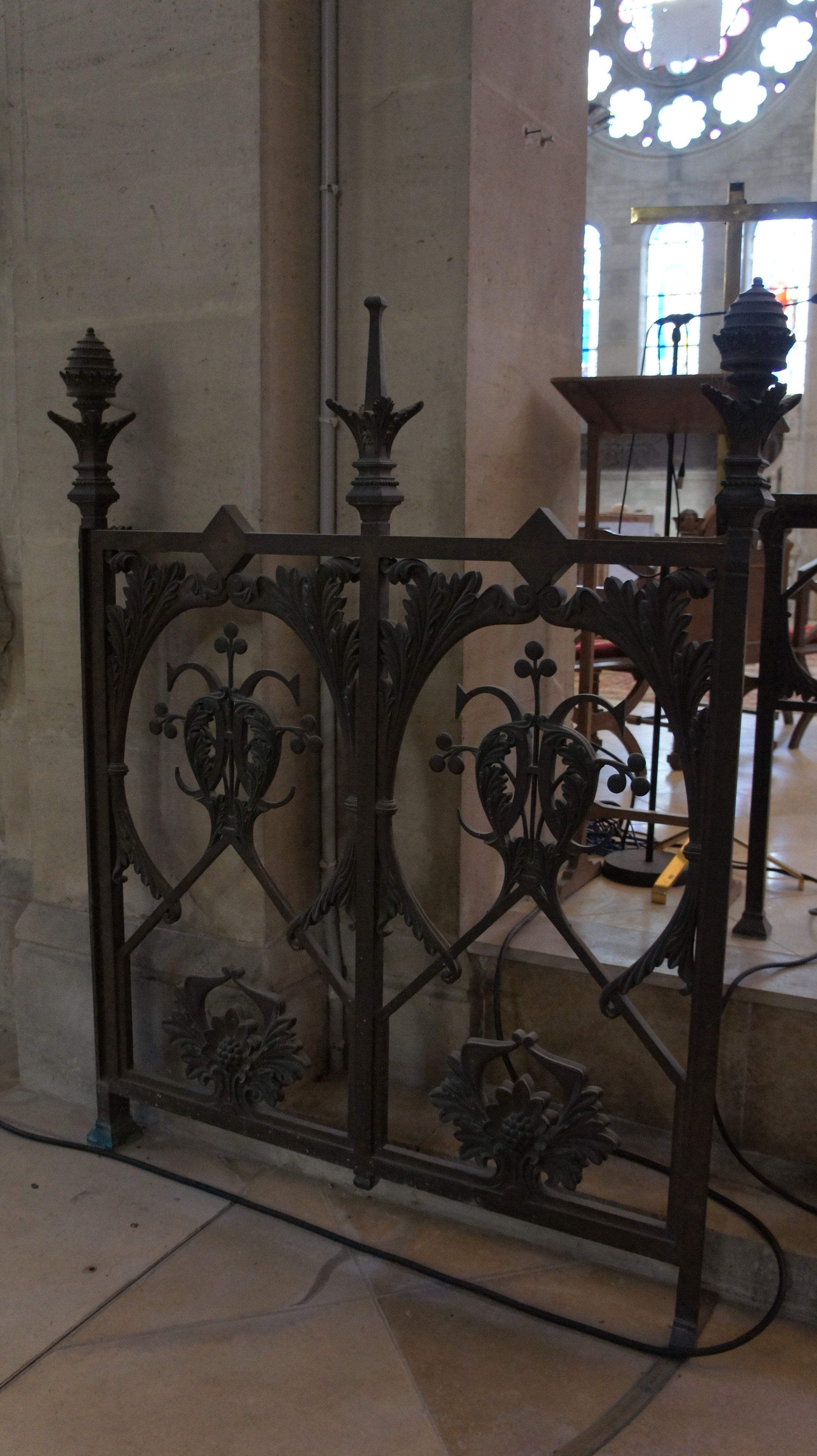
Ferronnerie.
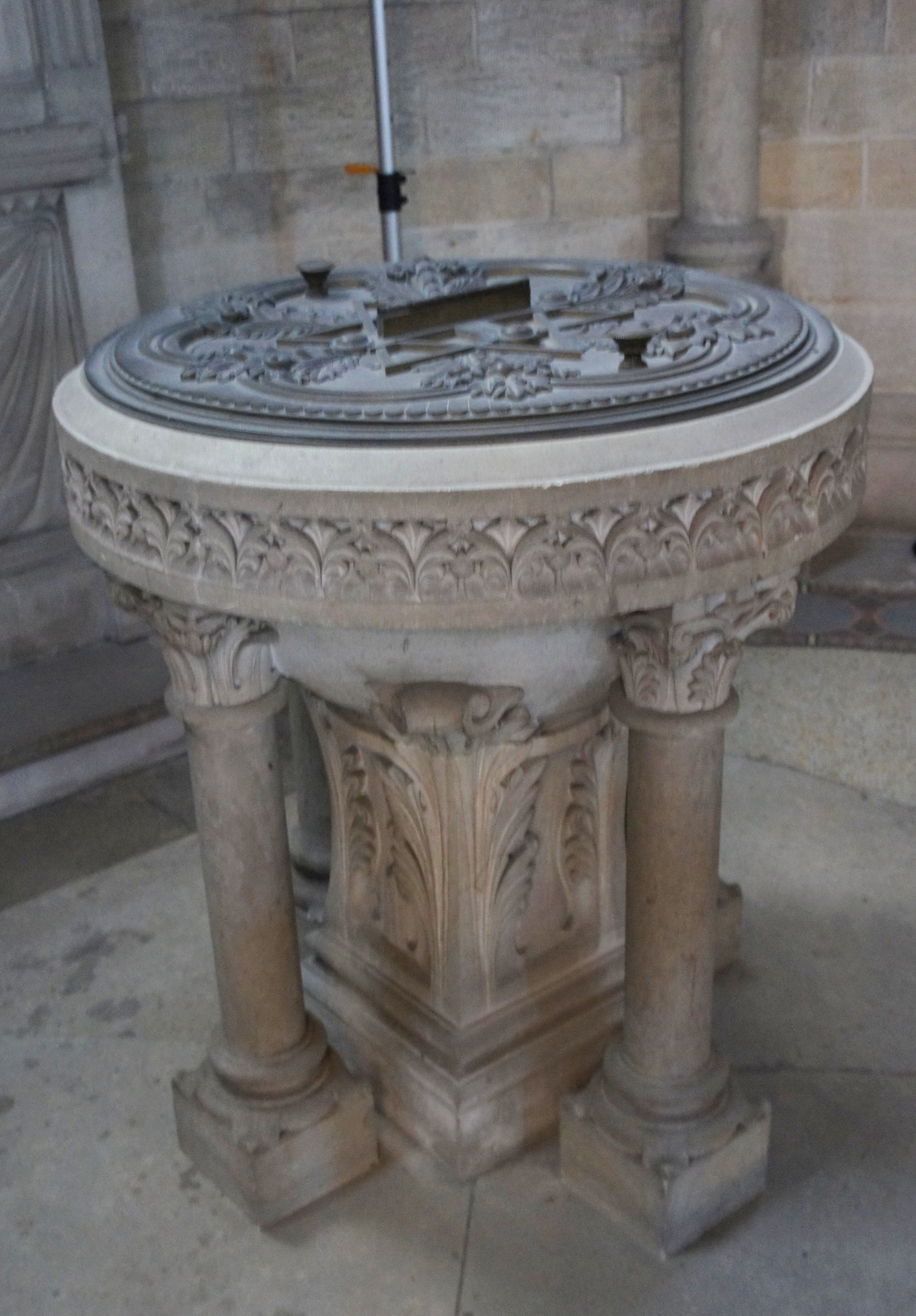
Fonts baptismaux.

## Vitraux
Les vitraux de l’église sont réalisés par Louis-Charles-Marie Champigneulle et la Société artistique de peinture sur verre de Paris, et posés entre 1897 et 1904. Lorsqu’ils sont isolés, ils représentent des saints, des rosaces ou les armoiries de riches donateurs. Y figurent également dix triptyques sur fond bleu  :
- « Saint Memmie ressuscite au Pont de Nau le fils du gouverneur romain » ;
- « Saint Vincent consolé par les anges convertit gardiens et geôliers » (offert par Raoul Chandon en 1903) ;
- « Saint Loup intervient auprès d’Attila et le décide à épargner Troyes » ;
- « Saint Berchaire aidé par saint Nivard construit l’abbaye d’Hautvillers » ;
- « Exaltation de la Sainte-Croix par sainte Hélène » ;
- « Saint Jean-Baptiste de la Salle visité par Jacques II et l’Archevêque de Paris » ;
- « Jeanne victorieuse fait sacrer le roi Charles VII à Reims » ;
- « Saint Louis donne aide et autorité à Thibault Comte de Champagne » ;
- « Le Pape Urbain II prêche la croisade au Concile de Clermont » ;
- « Saint Remi baptise à Reims le roi Clovis vainqueur à Tolbiac ».

Exemples de triptyques
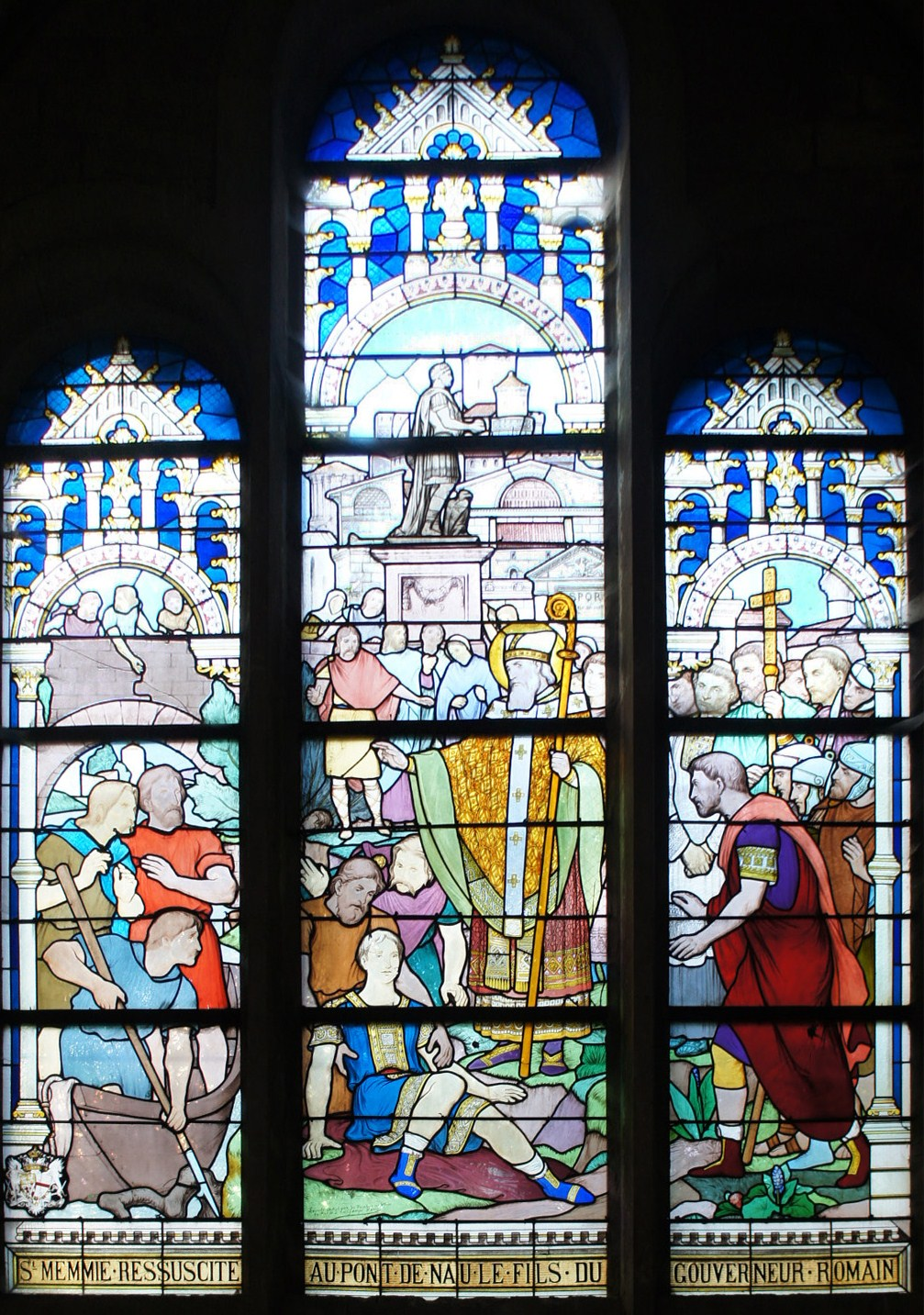
Saint Memmie ressuscite au Pont de Nau le fils du gouverneur romain.
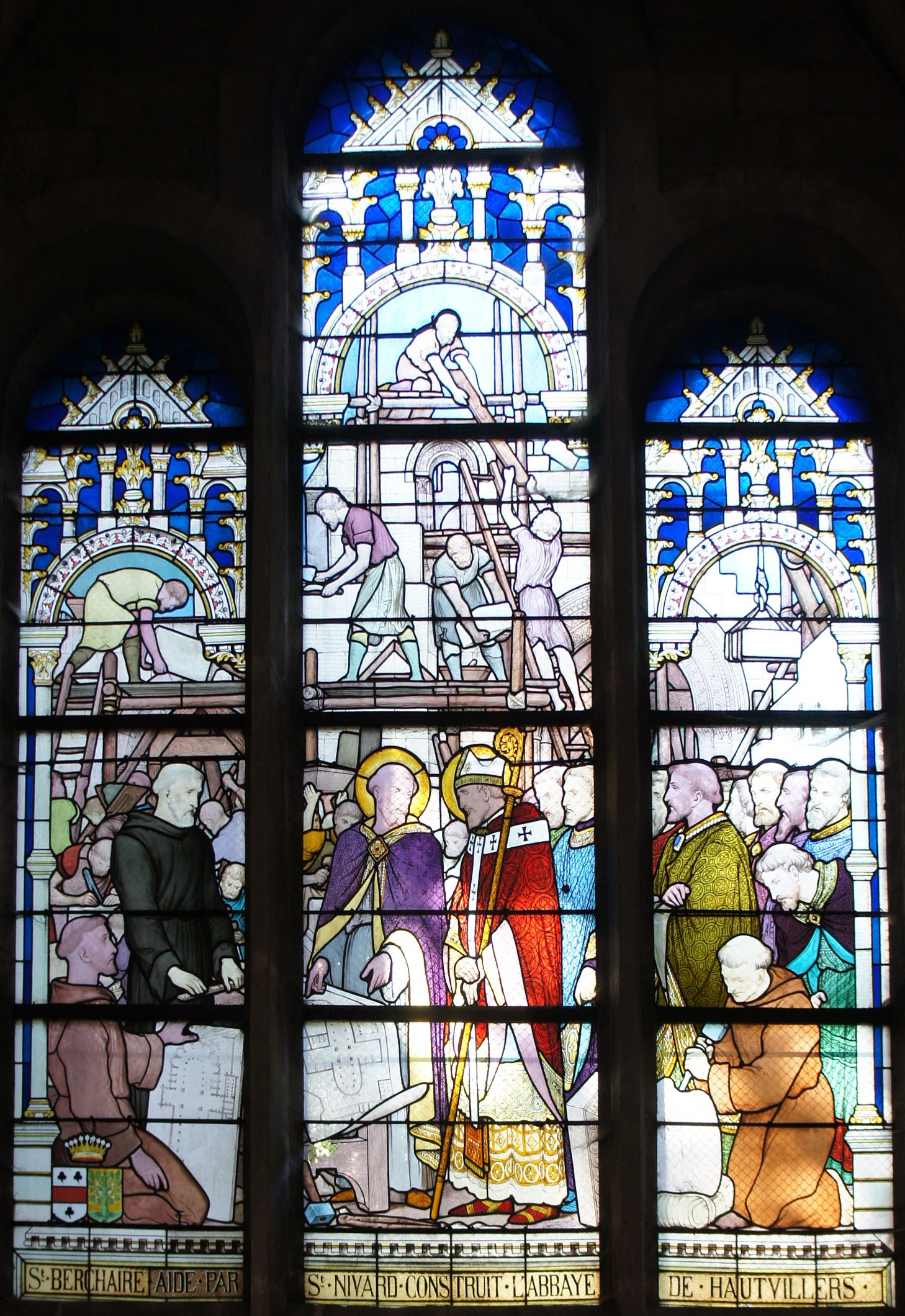
Saint Berchaire aidé par saint Nivard construit l’abbaye d’Hautvillers.
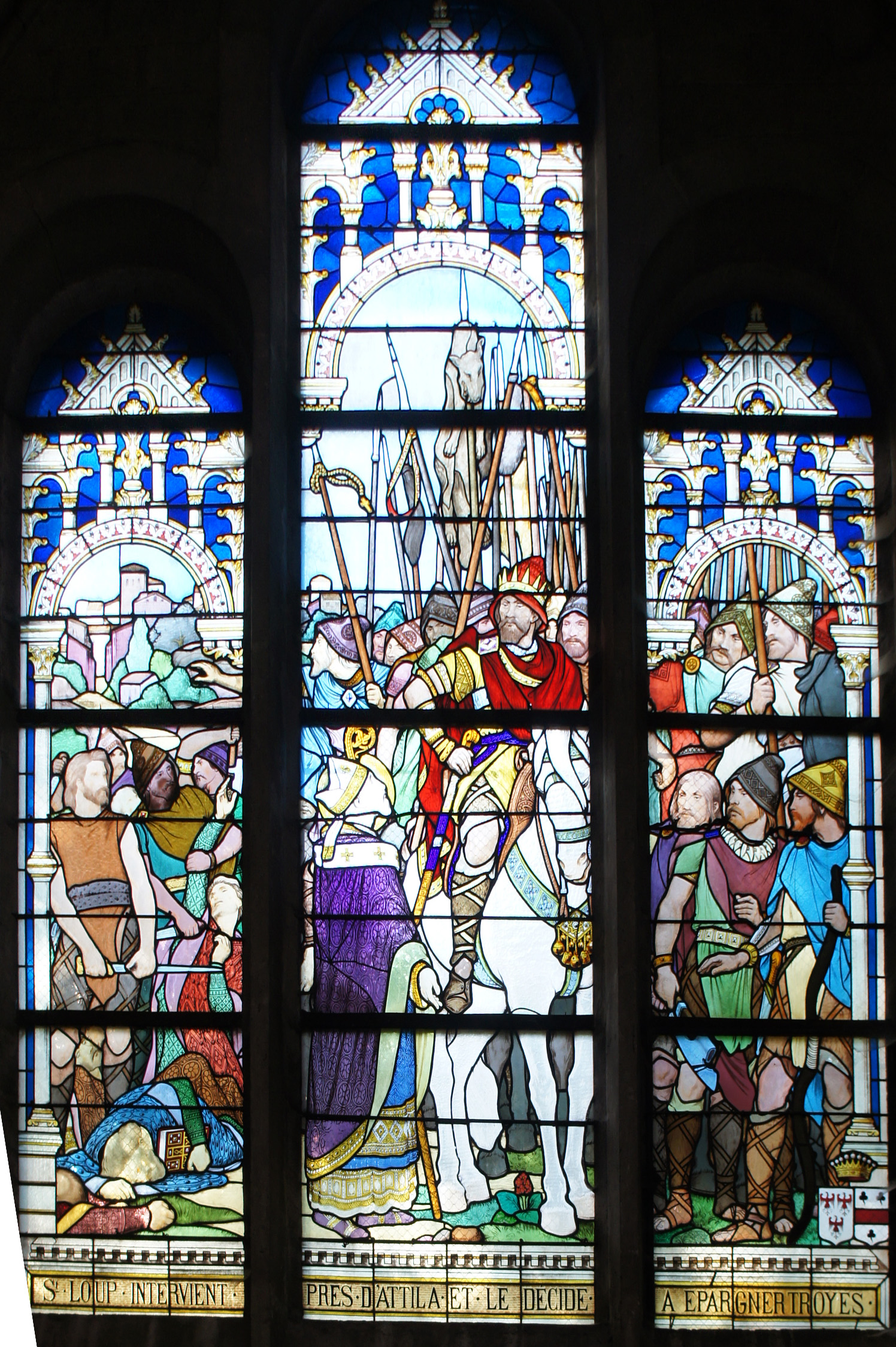
Saint Louis donne aide et autorité à Thibault Comte de Champagne.

Exemples de vitraux isolés
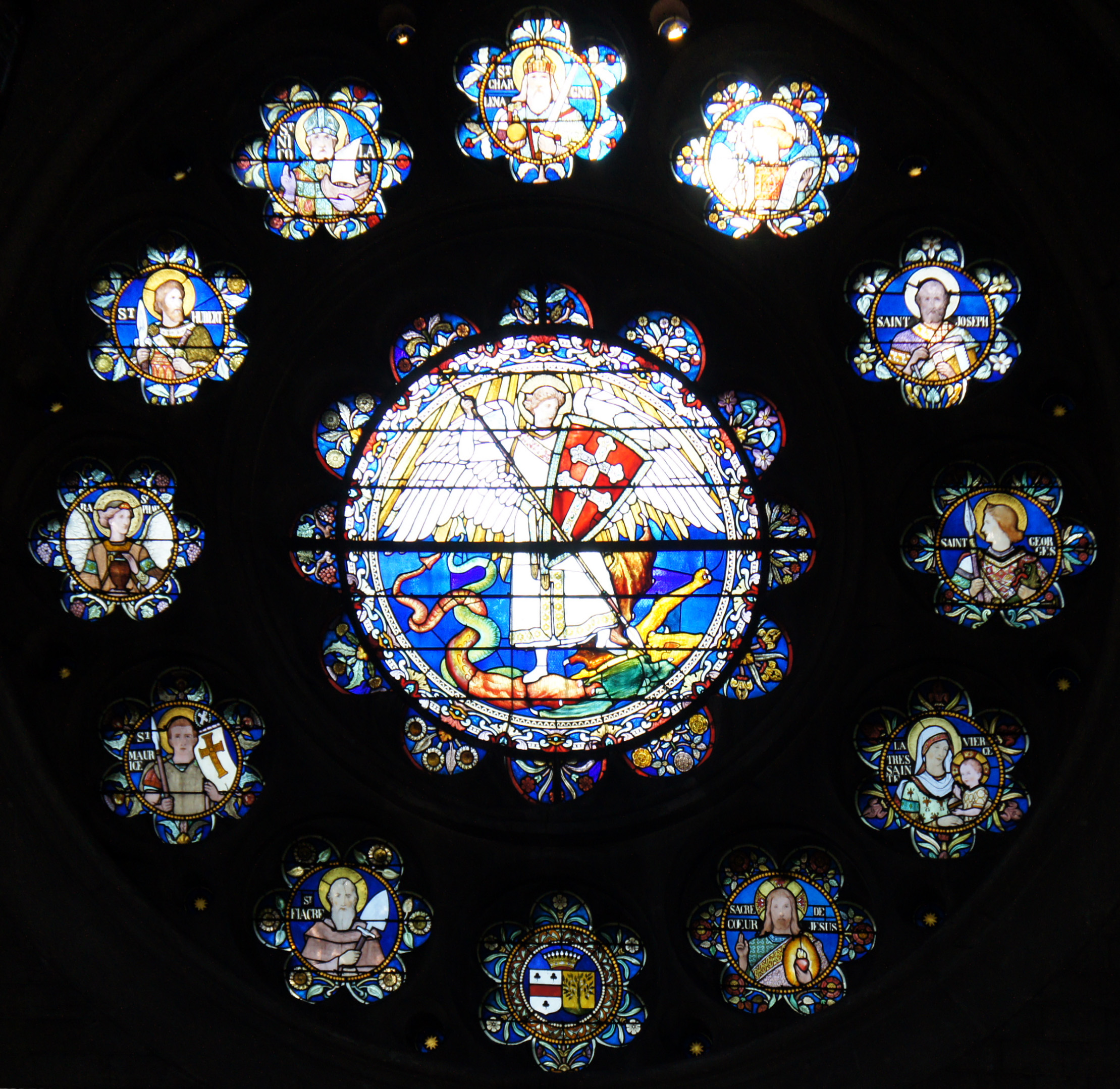
Rosace droite.
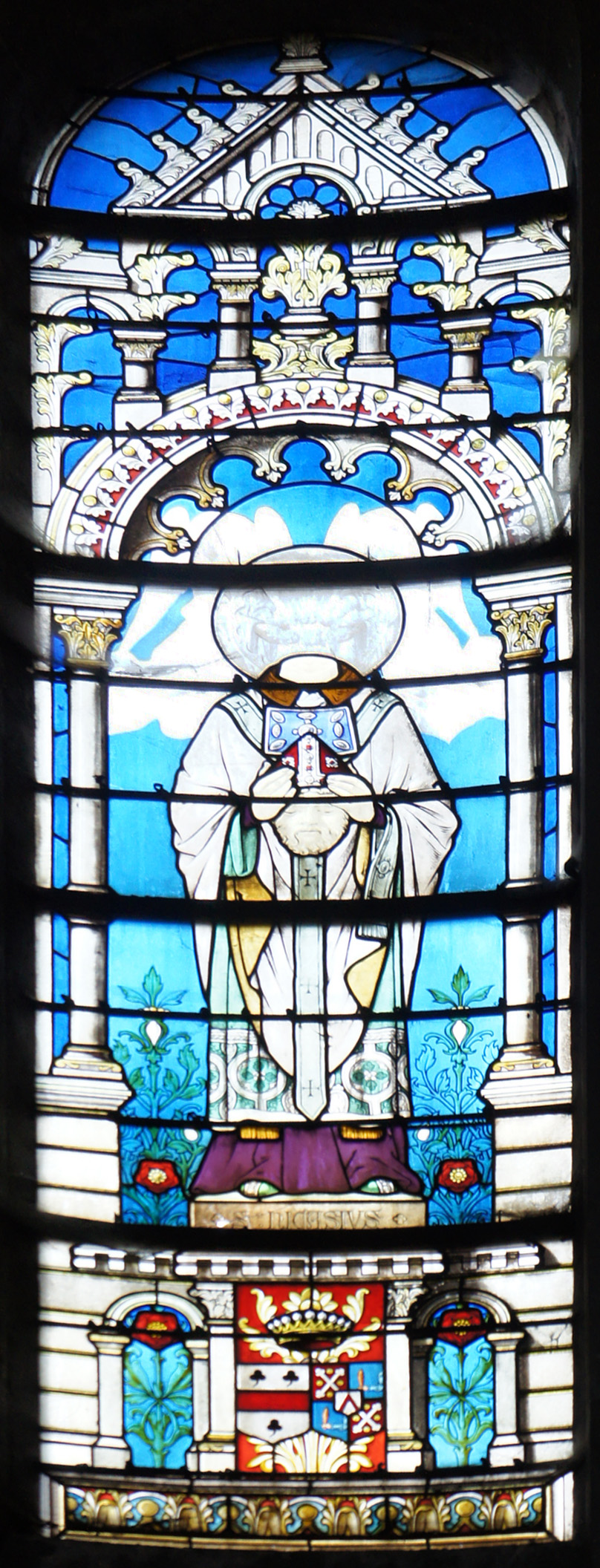
Nicaise.
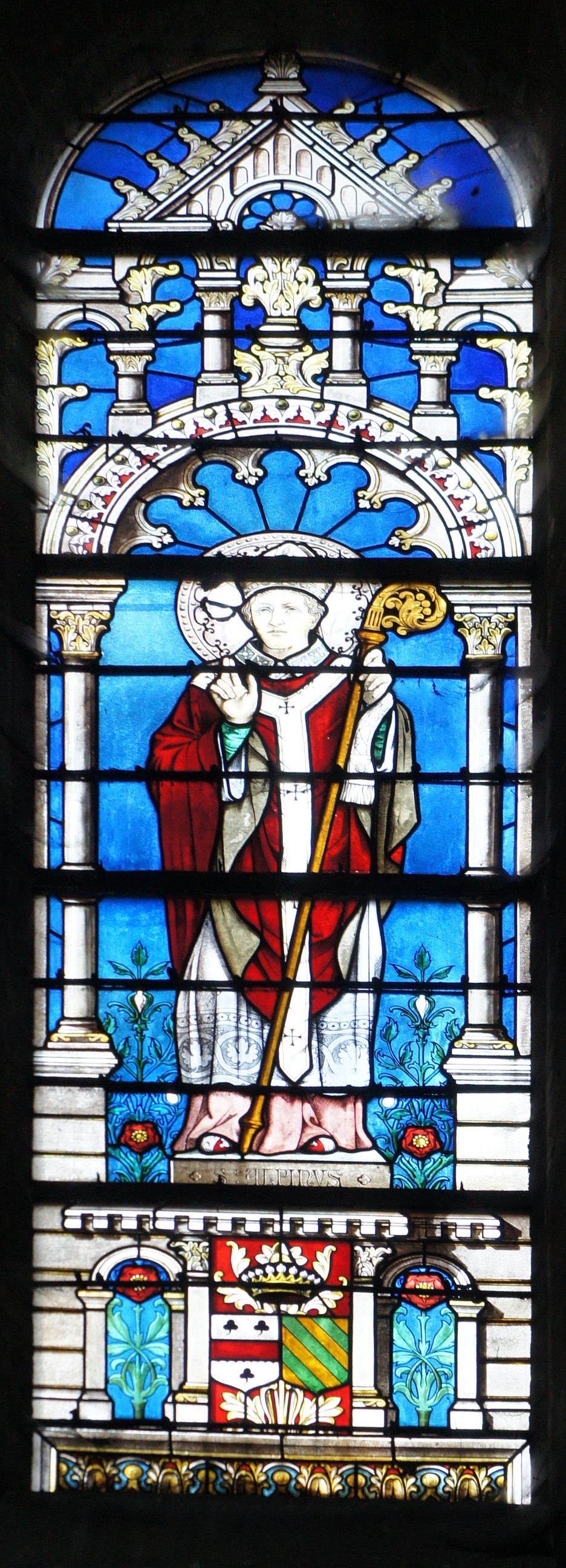
Alpin de Châlons.
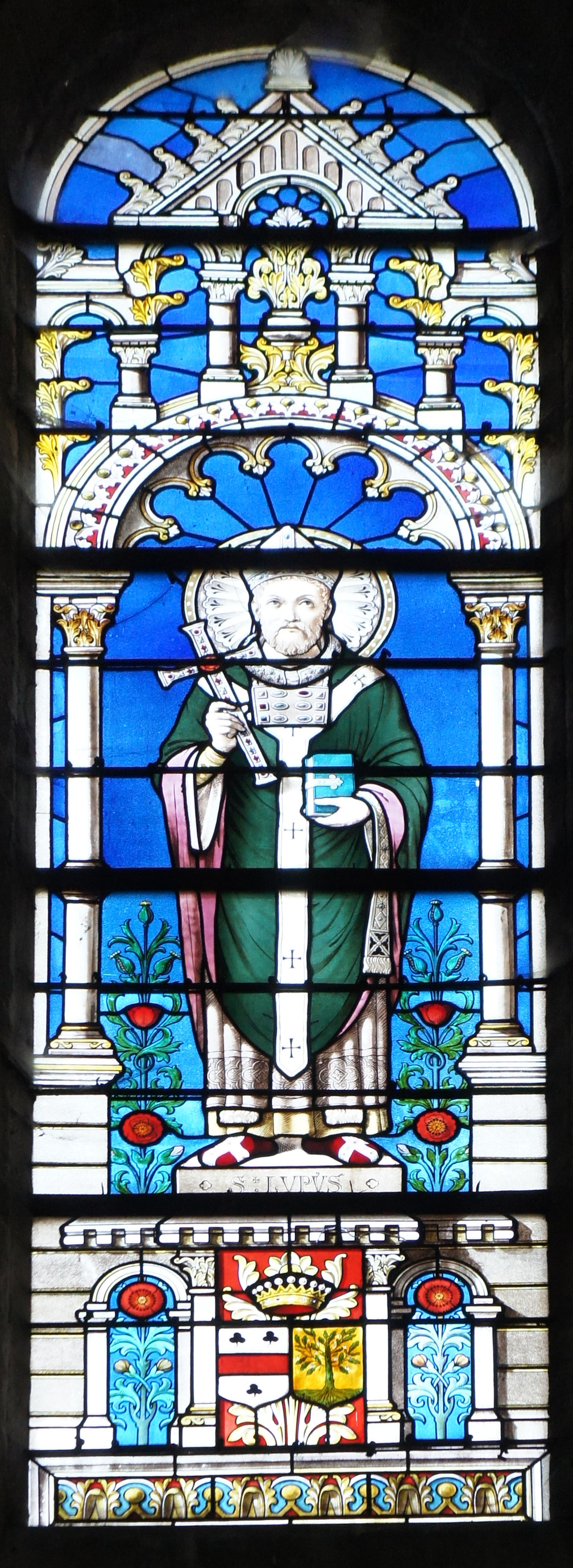
Loup de Soissons.